# Ford Focus
Ford Focus je osobní automobil americké automobilky Ford v nižší střední třídě. Jeho hlavními konkurenty jsou v Evropě Volkswagen Golf, Opel Astra a Renault Mégane. Focus nahradil úspěšný model Escort.
Ford Focus je z pohledu jízdních vlastností považován za etalon segmentu vozů nižší střední třídy. Efektivně navržený podvozek a pečlivé naladění odpružení na jednu stranu dodává řidiči velkou dávku jistoty a kontroly nad vozem a na stranu druhou si ale dokáže poradit i s velkými hrboly nebo nebezpečnými výmoly na nekvalitní vozovce.
Focus se vyrábí jako tří- a pětidveřový hatchback, sedan a kombi, druhá generace existuje také s karosérií coupé-cabriolet. Od Focusu je odvozené kompaktní MPV Focus C-MAX, resp. Ford C-MAX a SUV Ford Kuga.

## 1. generace (Mk I); (1998–2004)
První vozy sjely z linky již v roce 1996, byly zde verze i bez systému ABS. Od roku 1998 se vyráběl jako hatchback, o rok později se objevil sedan a kombi v závodech Saarlouis v Německu, Valencii ve Španělsku a Petrohradu v Ruské Federaci. V roce 1999 byl Focus první generace vyhlášen Evropským autem roku a začal se prodávat i v USA. V roce 2001 prošel model faceliftem. Nejvýraznější změnou byl přesun blinkrů do předních světlometů, také prošel změnou přední nárazník a celková změna předních světlometů. Změna se týkala náhrady žárovek H4 za H7 a rozdělení potkávacích a dálkových světel. Změna se objevila i na masce chladiče a v drobných detailech interieru. Od roku 2002 byla k dispozici sportovní verze ST a o rok později ještě výkonnější RS - těch se vyrobilo jen 4501 kusů.

### Motory

#### Zážehové
- 1,4 16V, 55 kW/75 k, 10/1998 – 10/2004
- 1,6 16V, 74 kW/100 k, 10/1998 – 10/2004
- 1,8 16V, 85 kW/116 k, 10/1998 – 10/2004
- 2,0 16V, 96 kW/131 k, 10/1998 – 10/2004
- 2,0 16V ST 170, 127 kW/173 k, 3/2002 – 10/2004
- 2,0 16V RS Turbo, 158 kW/215 k, 7/2002 – 10/2004

#### Vznětové
- 1,8 TDDi, 55 kW/75 k, 1999
- 1,8 TDDi, 66 kW/90 k, 1998
- 1,8 TDCI, 74 kW/101 k, 2002
- 1,8 TDCi, 85 kW/116 k, 2001

### Rozměry

#### Combi
- délka – 4465 mm
- šířka – 1702 mm
- výška – 1532 mm
- rozvor – 2651 mm
- hmotnost – 1303 kg
- objem zavazadlového prostoru – 0,520 m³ - 1,580 m³ (sklopení zadních sedadel )
- objem nádrže – 55 l

## 2. generace (Mk II); (2004–2010)
Druhá generace Focusu Mk II byla představena v roce 2004. Založena byla na nové podvozkové platformě Ford C1. Chválené zavěšení první generace si vůz ponechal, bylo jen jemně upraveno. Vůz proti předchůdci výrazně narostl - délka se prodloužila o 16 centimetrů a šířka zvětšila o 13 centimetrů. To přispělo k většímu zavazadelníku a prostoru v interiéru.

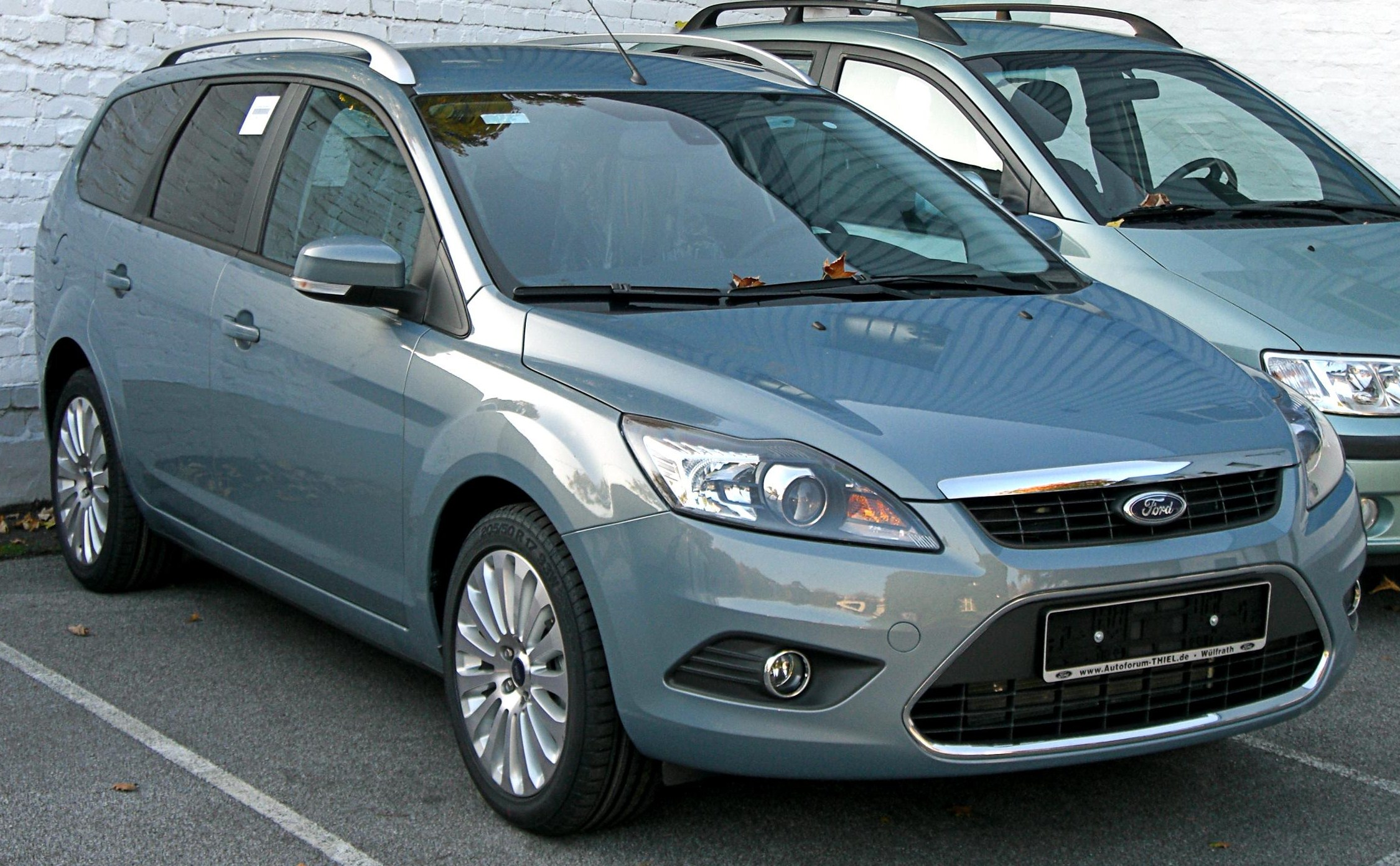
Ford Focus Mk 2 kombi (facelift)

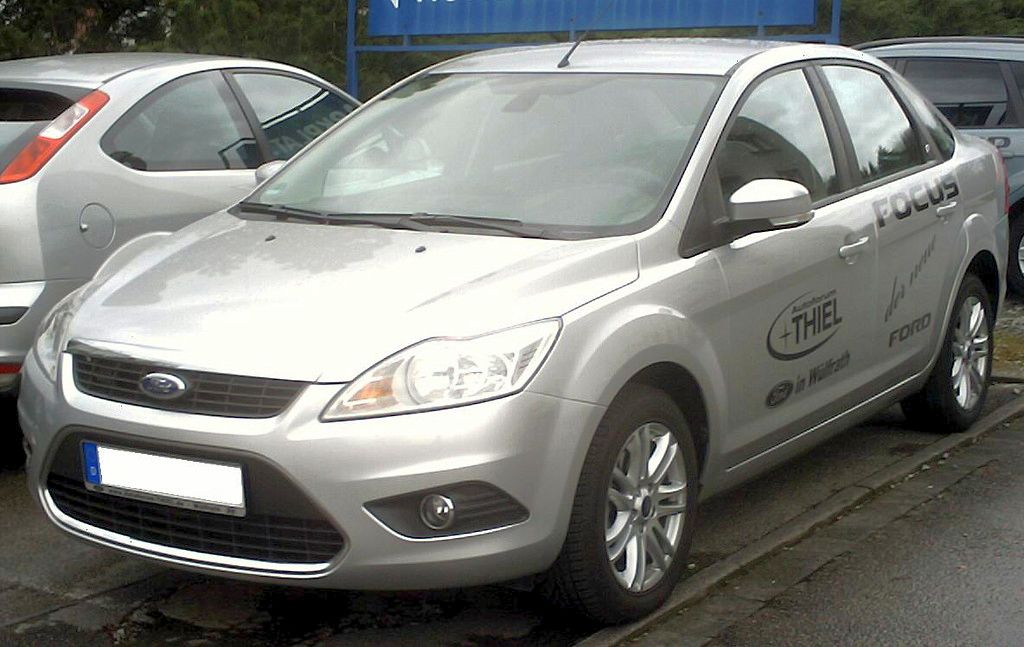
Ford Focus Mk 2 sedan (facelift)

Focus se na trh dostal stejně jako v první generaci ve tří a pětidveřovém hatchbacku a také jako pětidveřové kombi. Čtyřdveřový sedan a sportovní verze ST přišly v dalším roce, v roce 2005.
V roce 2008 prošel vůz faceliftem, který jej designovou filosofií Kinetic Design vzhledově přiblížil k ostatním vozům značky Ford. Největší změny se odehrály na přídi - modernizována byla kapota, světla a maska chladiče. Také zmizely směrovky (blinkry) z předních blatníků a byly přesunuty do zpětných zrcátek.
Zadní světla doznala taktéž kosmetické změny - původní červeně zabarvené byly nahrazeny čirými. Focus druhé generace je druhem volva V50, sdílí spolu motory i třeba pedály a další prvky.

### Motory

#### Zážehové
- 1,4 Duratec 59kW / 80PS
- 1,6 Duratec 74kW / 101PS
- 1,6 Duratec Ti-VCT 85kW / 115PS
- 1,8 Duratec HE 92kW / 125PS
- 2,0 Duratec HE 107kW / 145PS
- 2,5 Duratec ST 166kW / 225PS
- 2,5 Duratec RS 224kW / 305PS

#### Vznětové
- 1,6 Duratorq (TDCi) 66kW / 90PS, 80kW / 109PS
- 1,8 Duratorq (TDCi) 85kW / 115PS
- 2,0 Duratorq (TDCi) 100kW / 136PS

### Focus ST
Sportovní varianta představená v roce 2005. O pohon se stará přeplňovaný řadový pětiválec Duratec ST, který produkuje 225 koní (166kW). Tento motor pochází od automobilky Volvo. Vyráběl se v barevném provedení oranžová, bílá, modrá, červená a černá.

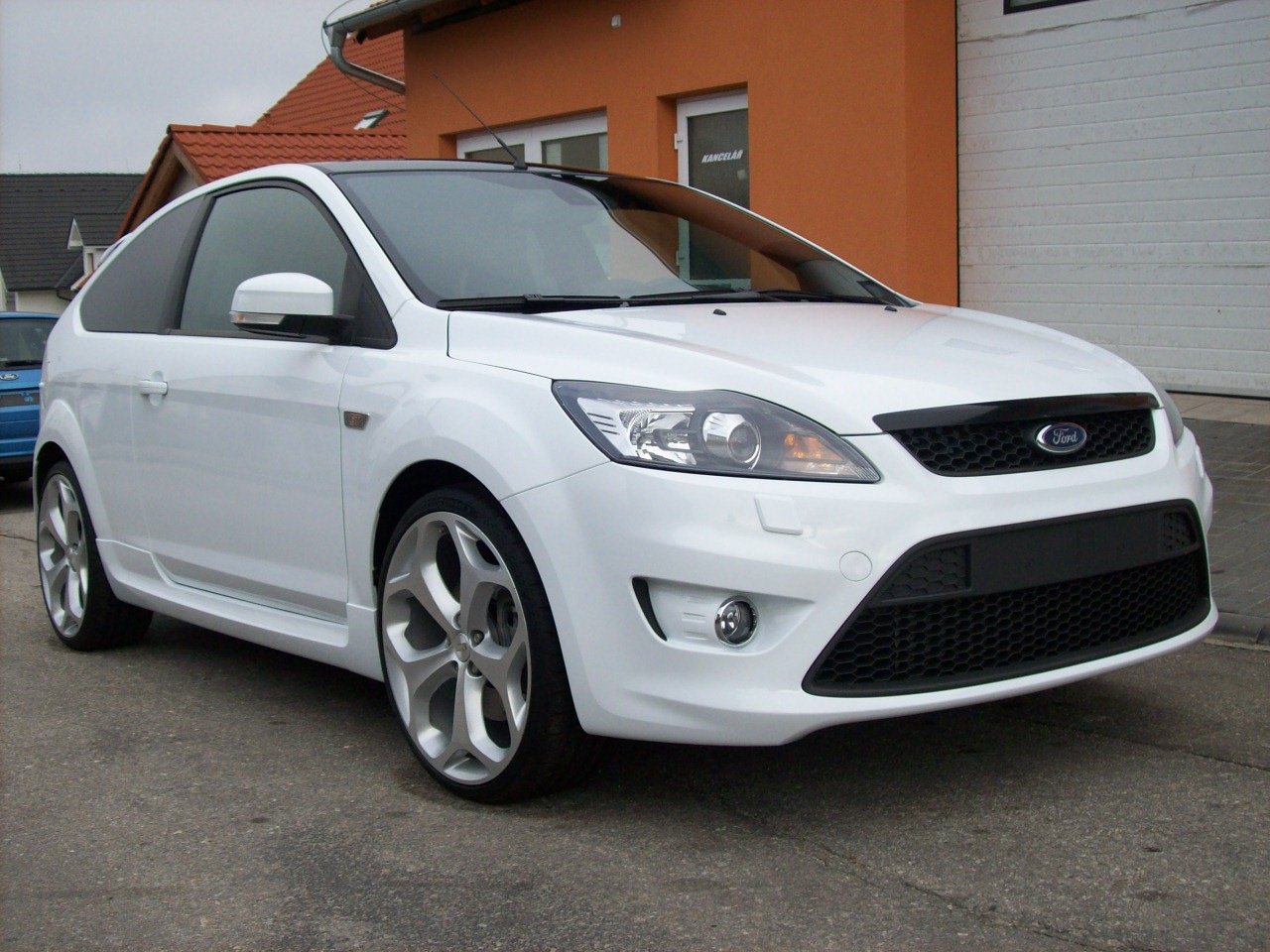
Ford focus ST FL model

### Focus RS

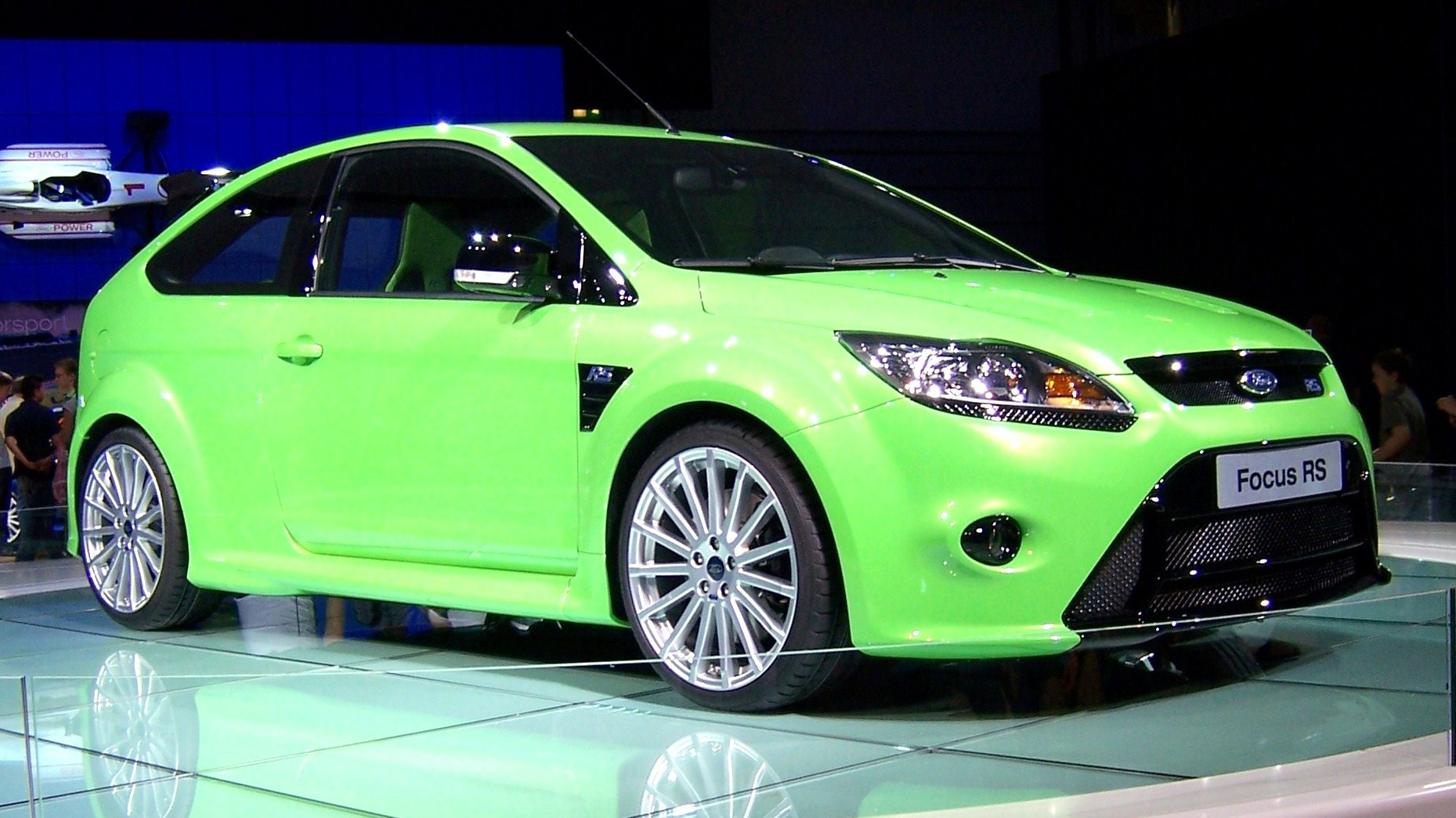
Ford Focus RS Mk 2

Ještě sportovnější varianta Focusu, vyráběná od roku 2009 ve 3 barvách – zelená, modrá a bílá. O pohon se stará od základu přepracovaný pětiválec Duratec RS vyvinutý ve spolupráci s Volvem a produkující výkon 305 koní (224 kW). Vůz na 100 km/h zrychlí pod 6 sekund. Hlavní předností je samosvorný diferenciál Quaife.
V dubnu 2010 byla představena limitovaná edice Focus RS500, která měla výkon 345 koní a na 100 km/h zrychlila za 5,4 sekundy. Každý Focus RS500 je nabarven matně černou barvou a designově se liší sportovními doplňky jako je například sání na kapotě.

### Focus CC
V říjnu 2006 byla představena otevřená verze Focusu se stahovatelnou pevnou střechou. Design byl navržen Pininfarinou. Vůz byl v roce 2008 modernizován společně s ostatními karosářskými variantami, ovšem vzhledem k nízkoobjemové výrobě se facelift projevil pouze na přední části vozu a ostatní partie zůstaly nezměněny.

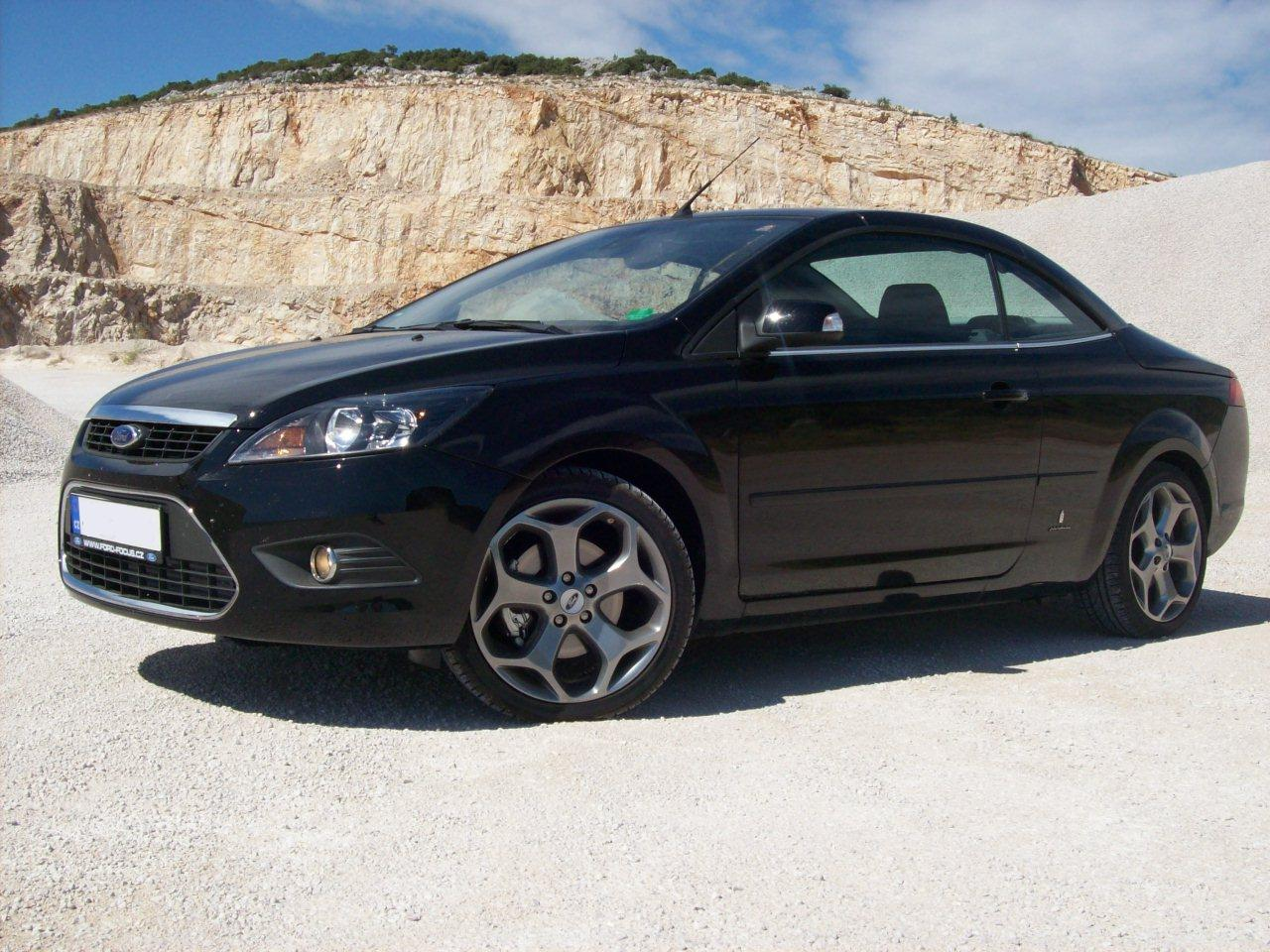
Ford Focus Mk 2 CC (facelift)

Toto provedení je vybaveno následujícími motory:
- 1,6 16V Zetec S 74kW / 100PS
- 2,0 Duratec HE 107kW / 145PS
- 2,0 Duratorq-TDCI 100kW / 136PS

ke kterým se používají tyto převodovky:
- 4stupňová automatická 4F27E
- 5stupňová manuální B5/IB5
- 5stupňová manuální MTX75
- 6stupňová manuální MMT6

### Focus RS WRC06 2006–2008

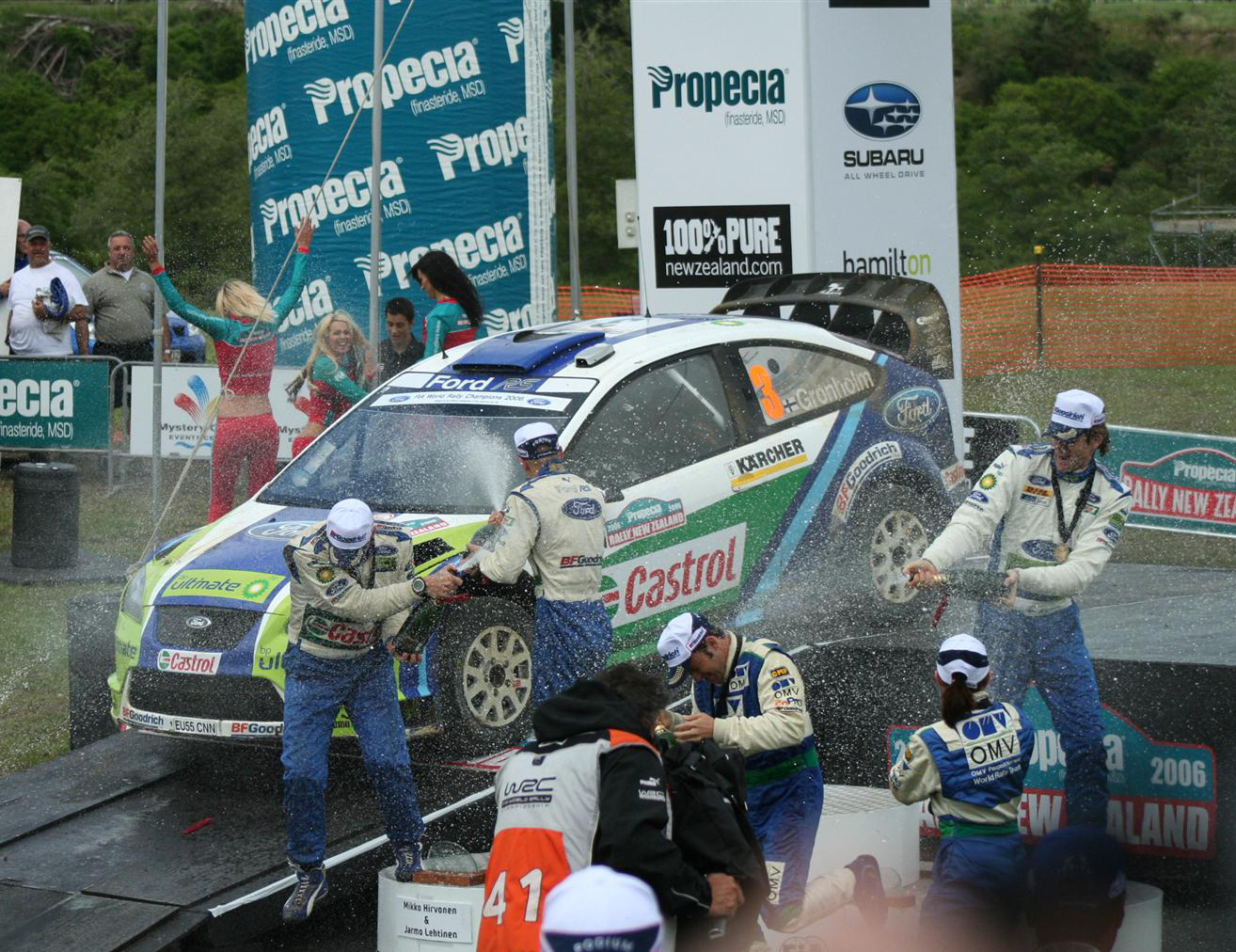
Ford Focus RS WRC 2006 (2006 Rally New Zealand vítězství Grönholma a Hirvonena.)

Verze pro rok 2006 byl představen nový vůz na základě druhé generace Focusu. Na vývoji motoru Duratec spolupracovala s Fordem francouzská společnost Pipo Moteur. Výkon 300 koní opět zajišťovalo i přeplňování turbodmychadlem Garett. Převodovka byla nyní pouze pětistupňová a byla uložena napříč. Nově vůz používal pneumatiky BF Goodrich. Délka vozu byla 4362 mm, šířka rovných 1800 mm a rozvor 2640 mm. Váha vozu byla opět 1230 kg z důvodu minimální povolené hmotnosti. Poprvé vůz startoval na Australské rally 2005. Automobil poháněl motor o objemu rovných 2000 cm³. V roce 2008 byl vzhled vozu upraven podle faceliftu sériového Focusu. Jeho nástupcem se v Mistrovství světa v rallye 2011 stal Ford Fiesta RS WRC.

## 3. generace (Mk III); (2011–2018)
Třetí generace Fordu Focus byla představena na autosalonu NAIAS v Detroitu. Automobil byl vyráběn jako 4dveřový sedan, 5dveřový hatchback a 5dveřové kombi. Do nabídky přibyly nové přeplňované zážehové motory 1,6 SCTi a 2,0 SCTi patřící do kategorie motorů EcoBoost, které na evropském trhu nahradily dosavadní motory s objemem 2,0 a 2,3 litrů. Naftové motory zůstaly ve složení 1,6 TDCi a 2,0 TDCi, byly však lehce modernizovány. K dostání byla mimo manuálních převodovek také automatická dvojspojková převodovka PowerShift. Byla vyráběna také speciální verze ECOnetic s novými technologiemi jako start-stop systém či Ford Eco Mode, poháněna inovovaným naftovým motorem 1,6 Duratorq TDCi s filtrem pevných částic.
Focus třetí generace dostal nové prvky příplatkové výbavy, jako například bezklíčový přístup do vozu, automatické ovládání dálkových světel, systém varování při opuštění jízdního pruhu či adaptivní tempomat.

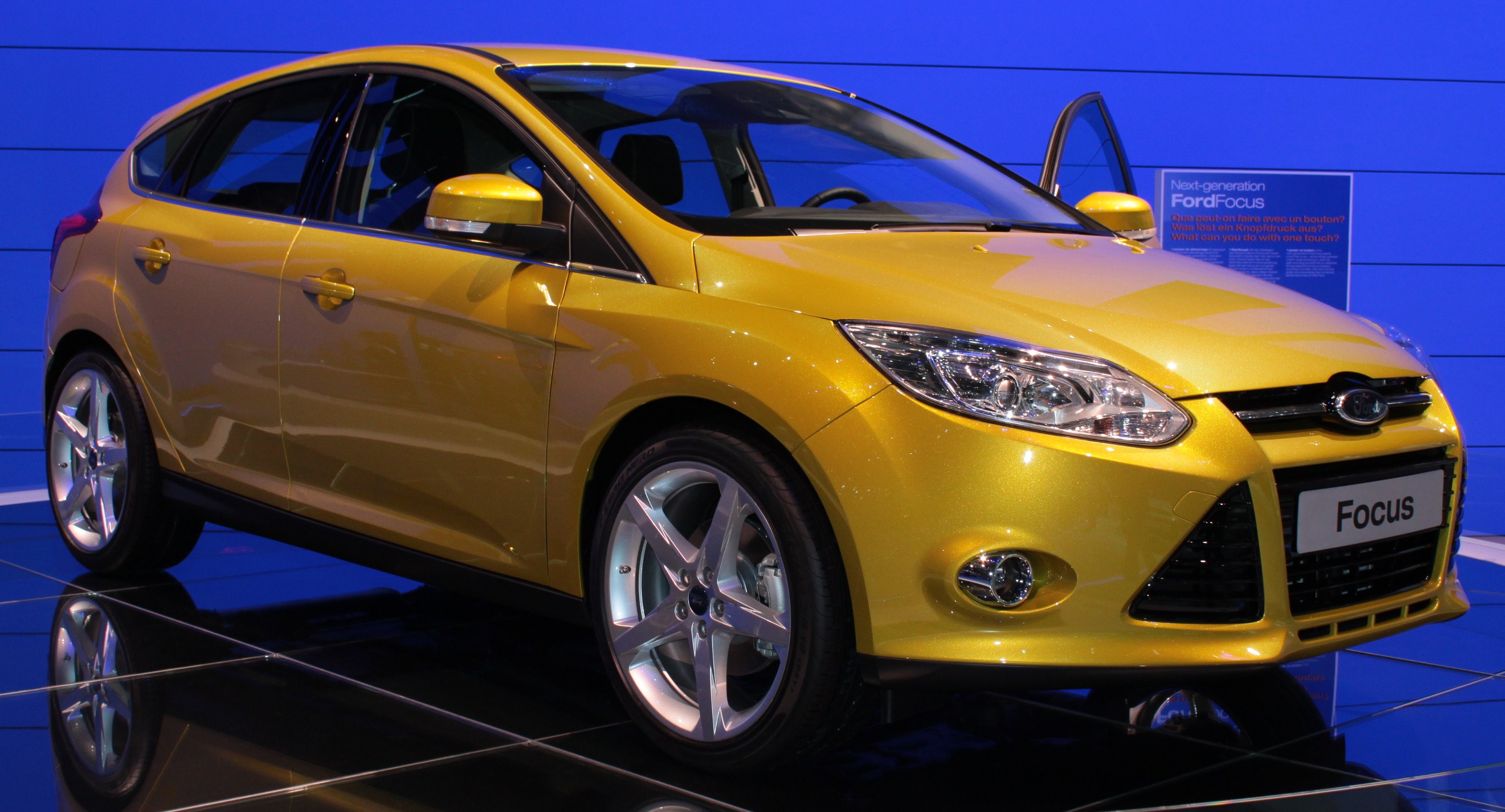
Focus Mk III

Sportovní verze ST byla představena v roce 2011 a tentokrát se týkala i karoserie kombi. Nejostřejší verze RS byla představena v roce 2015.
Facelift proběhl v roce 2014 – neoficiálně představený v Barceloně, oficiálně v Ženevě. Modernizace přinesla lichoběžníkovou masku chladiče v rámci designové filosofie One Ford. Interiér byl přepracován a po kritice zjednodušen a palubní systém SYNC 2 byl nahrazen vylepšeným SYNC 3. Vůz také dostal nové světlomety s bixenonovou technologií. Upraveno bylo také šasi.
Focus po faceliftu také nabízel nové motory - benzínový litrový EcoBoost a 1,5 litrový EcoBoost, nahrazující původní 1,6 litrový EcoBoost, a naftový 1,5 litrový Duratorq a dvoulitrový Duratorq, také nahrazující původní 1,6 Duratorq.

## 4. generace (Mk IV); (2018–současnost)
Čtvrtá generace byla na evropský a asijský trh uvedena na jaře roku 2018 k výročí dvaceti let modelu Focus. K dispozici je opět ve variantách hatchback, kombi a na vybraných trzích ve variantě sedan. Vnější vzhled má působit sportovněji, zatímco interiér po kritice třetí generace jednodušeji. Čtvrtá generace Focusu již není dostupná v několika zemích, včetně Spojených států, Ruska či Izraele, naopak se ale Focus začal prodávat v Austrálii.

Do nabídky přibyly dvě nové varianty - crossover Active a luxusní Vignale. 

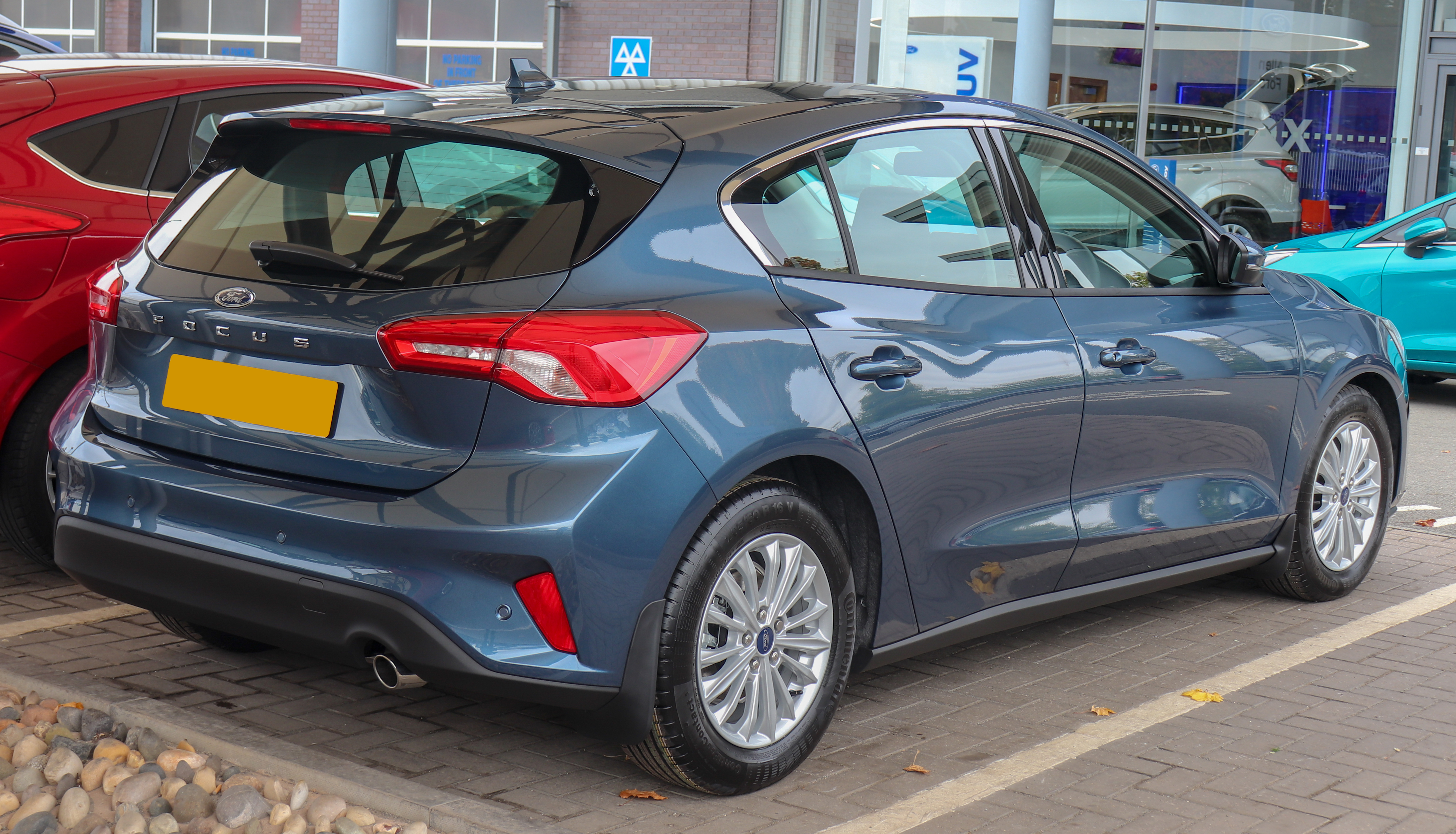
Pohled zezadu

## Závodní verze

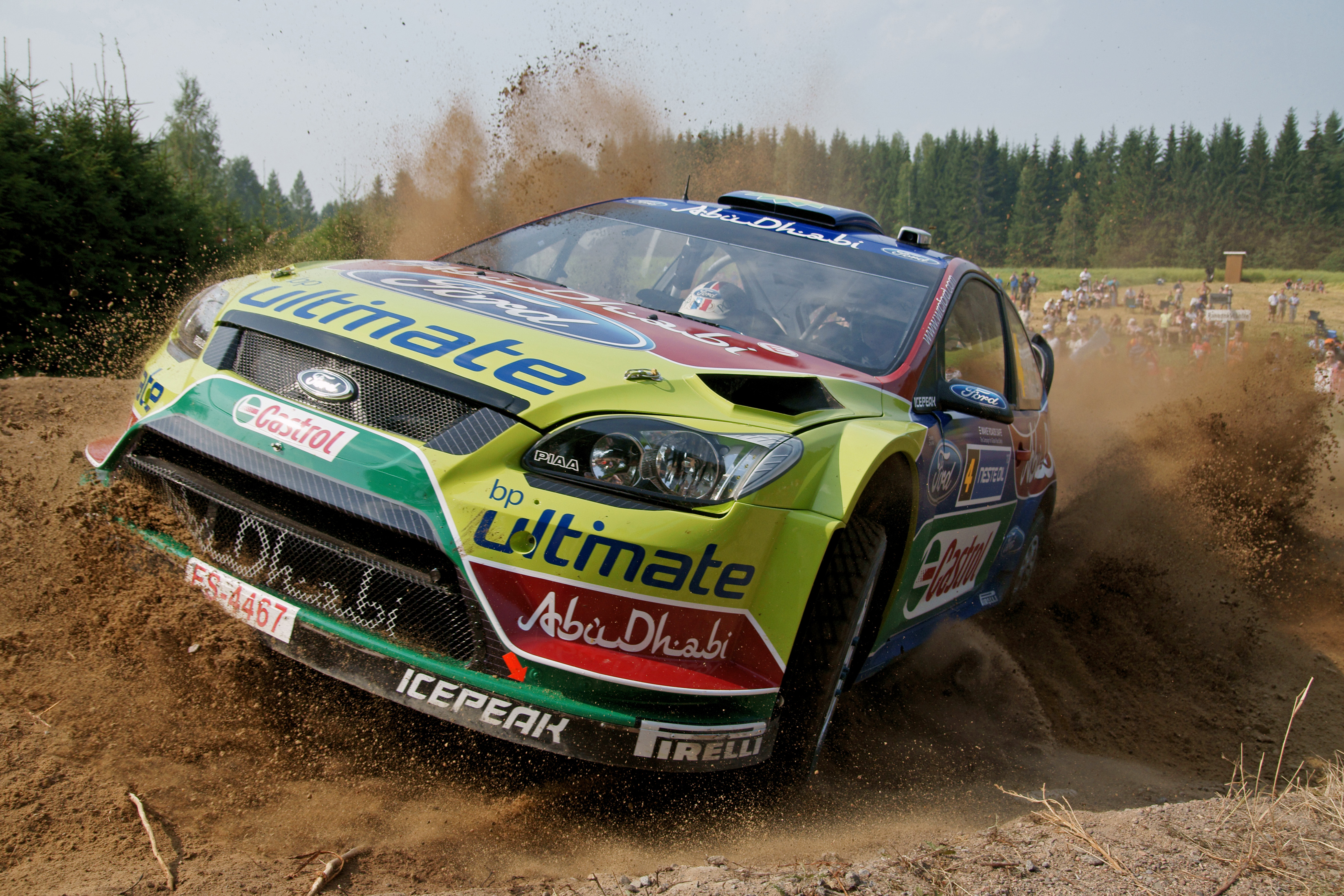
Ford Focus RS WRC 09 (Jari-Matti Latvala – 2010 Rally Finland)

Vozy Ford Focus se od Mistrovství světa v rallye 1999 účastní rallye. Za jejich volanty se v Mistrovství světa vystřídalo mnoho jezdců (Carlos Sainz, Colin McRae, Markko Märtin, Toni Gardermeister, Roman Kresta, Marcus Grönholm, v Česku Václav Pech a další) a získali s nimi mnoho úspěchů. V Mistrovství světa v rallye 2006 i Mistrovství světa v rallye 2007 vybojoval Focus RS WRC prestižní titul mistra světa v hodnocení značek. Od Mistrovství světa v rallye 2008 tovární tým Ford s názvem BP Ford Abu Dhabi má novou jezdeckou sestavu: za volantem Focusů WRC je Mikko Hirvonen (se spolujezdcem Jarmo Lehtinenem) i Jari-Matti Latvala (se spolujezdcem Miikkou Anttilou).

### Focus WRC 1999
První specifikaci WRC poháněl čtyřválec o objemu 1998 cm³. Maximální výkon motoru byl 300 koní (221 kW). Výkon byl zvýšen turbodmychadlem Garrett. Vůz měl šestistupňovou sekvenční převodovku. Vůz byl dlouhý 4152 mm, široký 1770 mm a měl rozchod 2615 mm. Hmotnost automobilu byla 1230 kg. Na kolech byly obuty pneumatiky Michelin. Poprvé byl homologován 1. ledna 1999 a ve stejném měsíci se účastnil Rallye Monte Carlo 1999, kterou vyhrál, ale později byl diskvalifikován za nehomologované vodní pumpy.

### Focus RS WRC 2000–2002

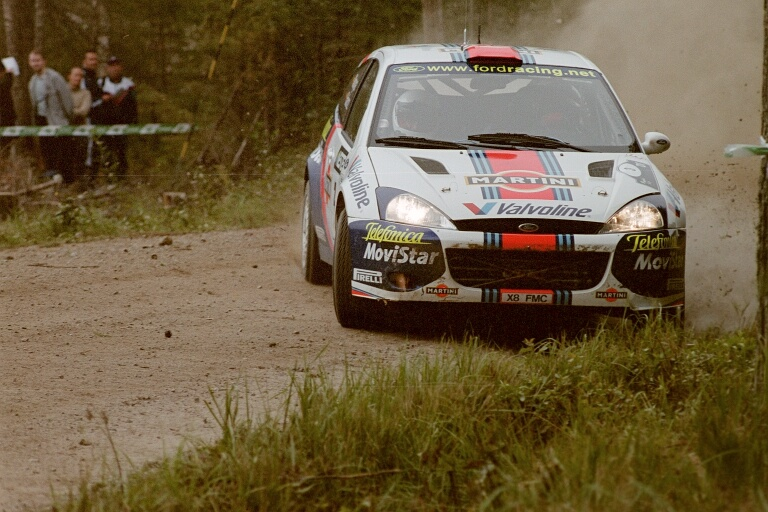
Ford Focus RS WRC 2001 (Carlos Sainz – 2001 Rally Finland)

Specifikaci pro Mistrovství světa v rallye 2000 poháněl čtyřválec Zetec E o objemu 2000 cm³ o stejném výkonu jako předchozí model. Motor byl opět přeplňován turbodmychadlem Garett a používal stejnou převodovku. Beze změn zůstaly i rozměry karoserie. Zmizelo ale velké přítlačné křídlo. Jako náhrada byl použit pouze rozměrný spojler. Prakticky beze změn jezdil vůz i v Mistrovství světa v rallye 2001 a Mistrovství světa v rallye 2002. Pouze motor byl použit od firmy Cosworth, ale se stejnými parametry. V roce 2001 byl upraven vzhled nárazníku a byly vyměněny přední světlomety, které byly shodné se sériovým modelem po faceliftu. Nejdůležitější úprava spočívala v novém rozložení hmotnosti. Pro rok 2002 byl měněn pouze systém chlazení motoru.

### Focus RS WRC 2003–2005

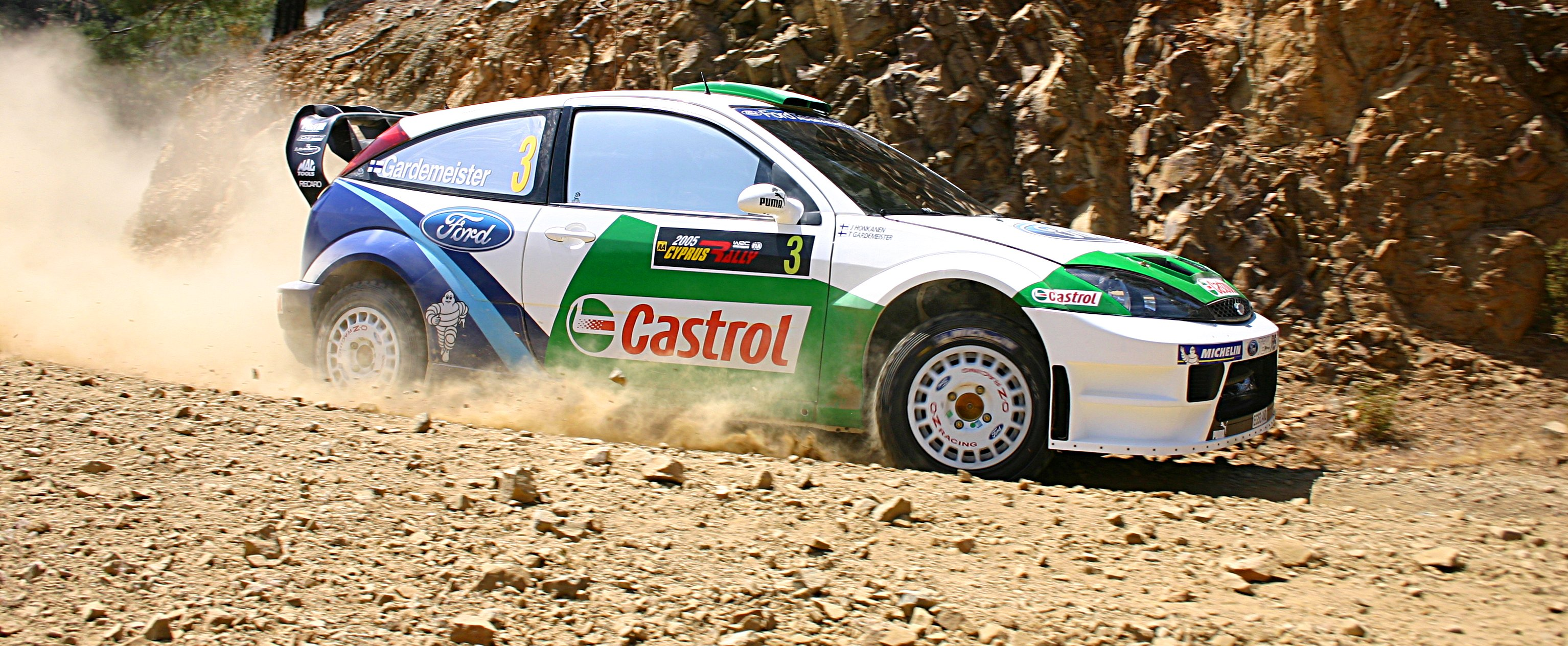
Focus RS WRC 2005

V polovině sezóny Mistrovství světa v rallye 2003, konkrétně na Rallye Nový Zéland 2003, představil Ford nový vůz. Šéfem vývoje byl Christian Loriaux. K pohonu sloužil vylepšený dvoulitrový motor Cosworth Duratec R. Výkon i objem zůstaly zachovány. K přeplňování vůz používal nové turbodmychadlo Garett TR30R. Délka se prodloužila na 4442 mm. Automobil používal nový přední nárazník a nové přítlačné křídlo a vzhledově vycházel z americké podoby nárazníků. šířka, rozvor a váha zůstaly zachovány. Zesílen byl i bezpečnostní rám chránící posádku. Přesně o rok později byla představena lehce modifikovaná verze pro rok 2004. Ta již nepoužívala motor Cosworth, ale upravený motor Zetec se stejnými výkonovými parametry.

## Fotogalerie

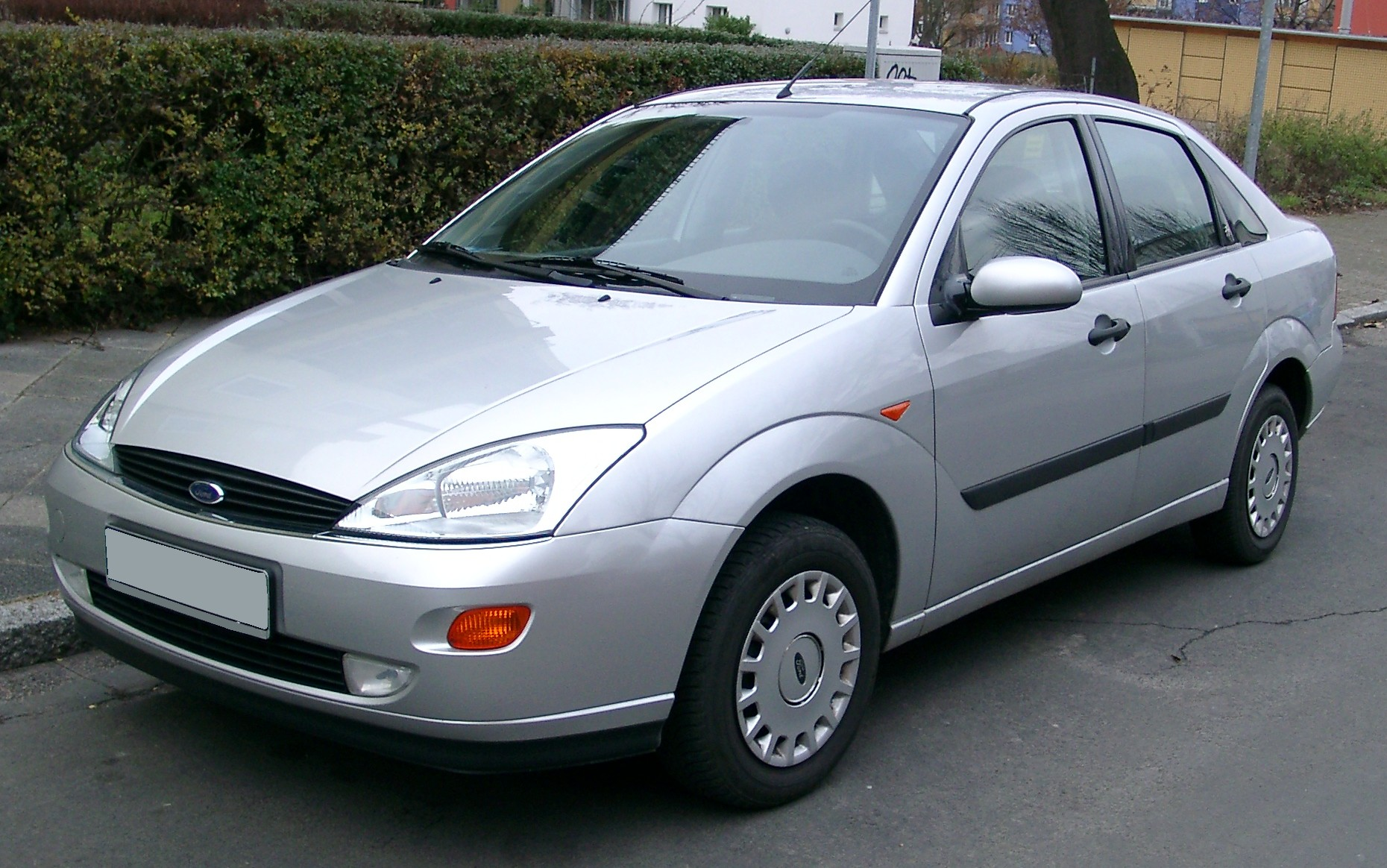
Ford Focus I (1998–2001)
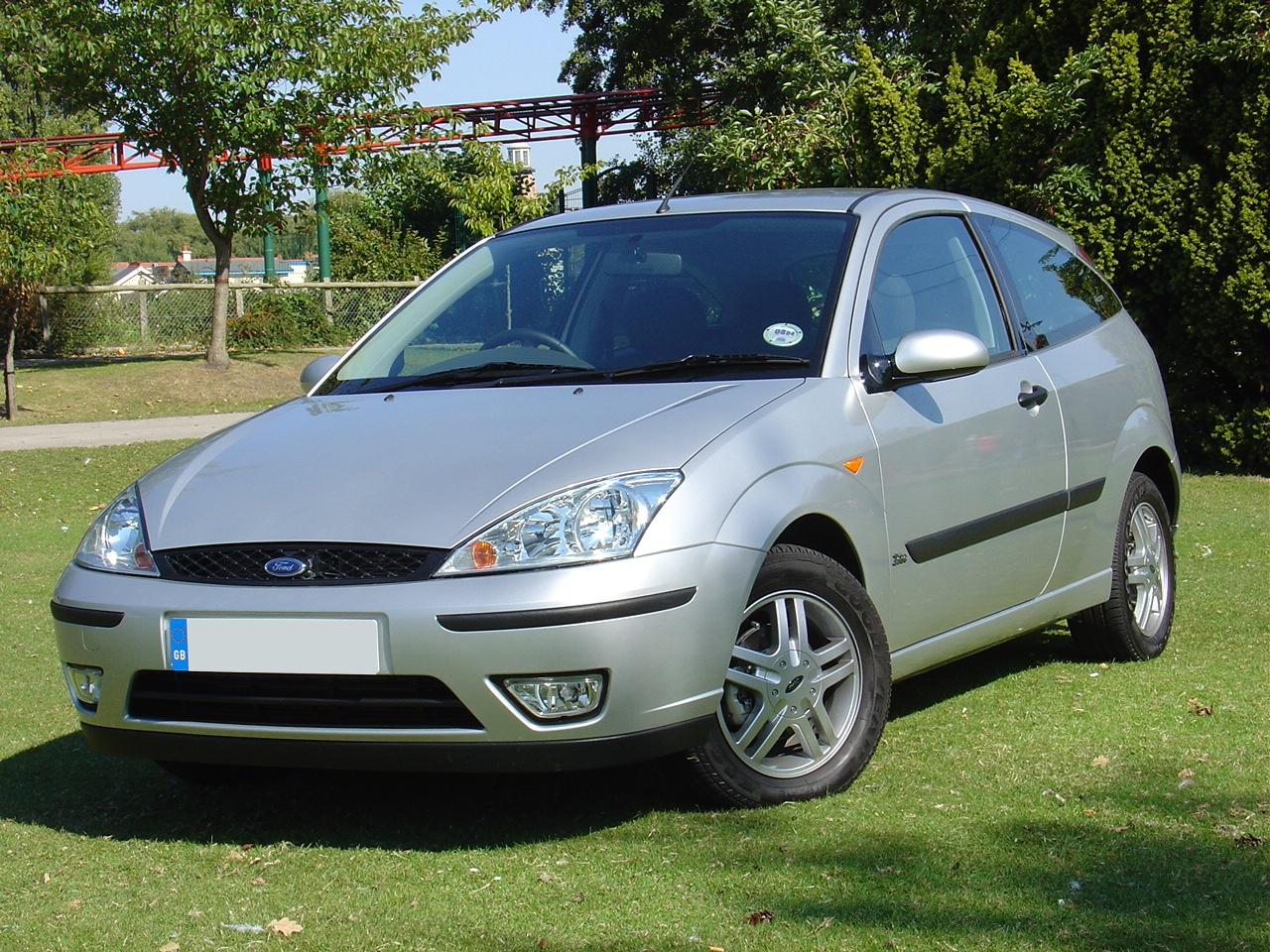
Ford Focus I facelift (2001–2004)
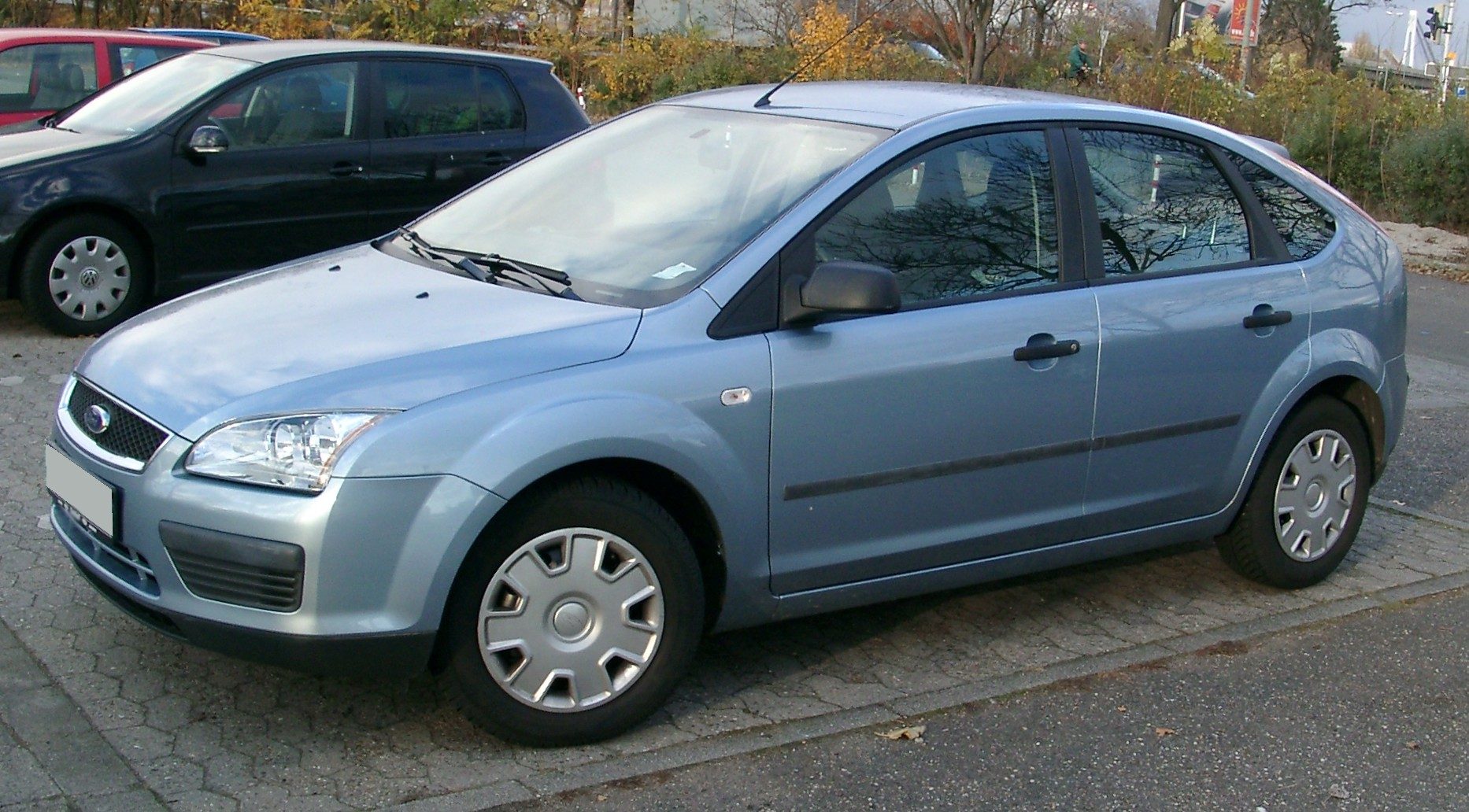
Ford Focus II (2004–2008)
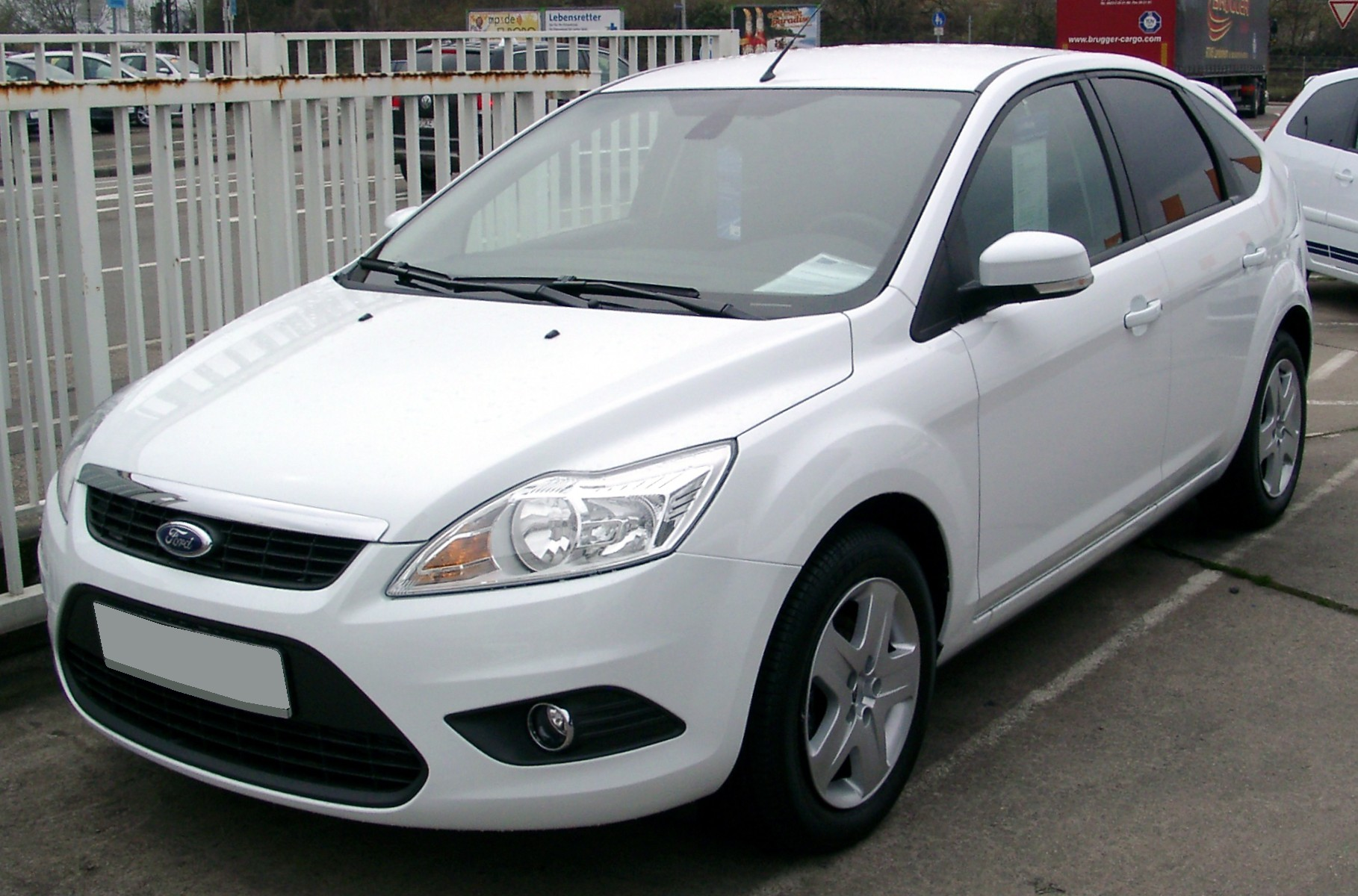
Ford Focus II facelift (2008-2011)
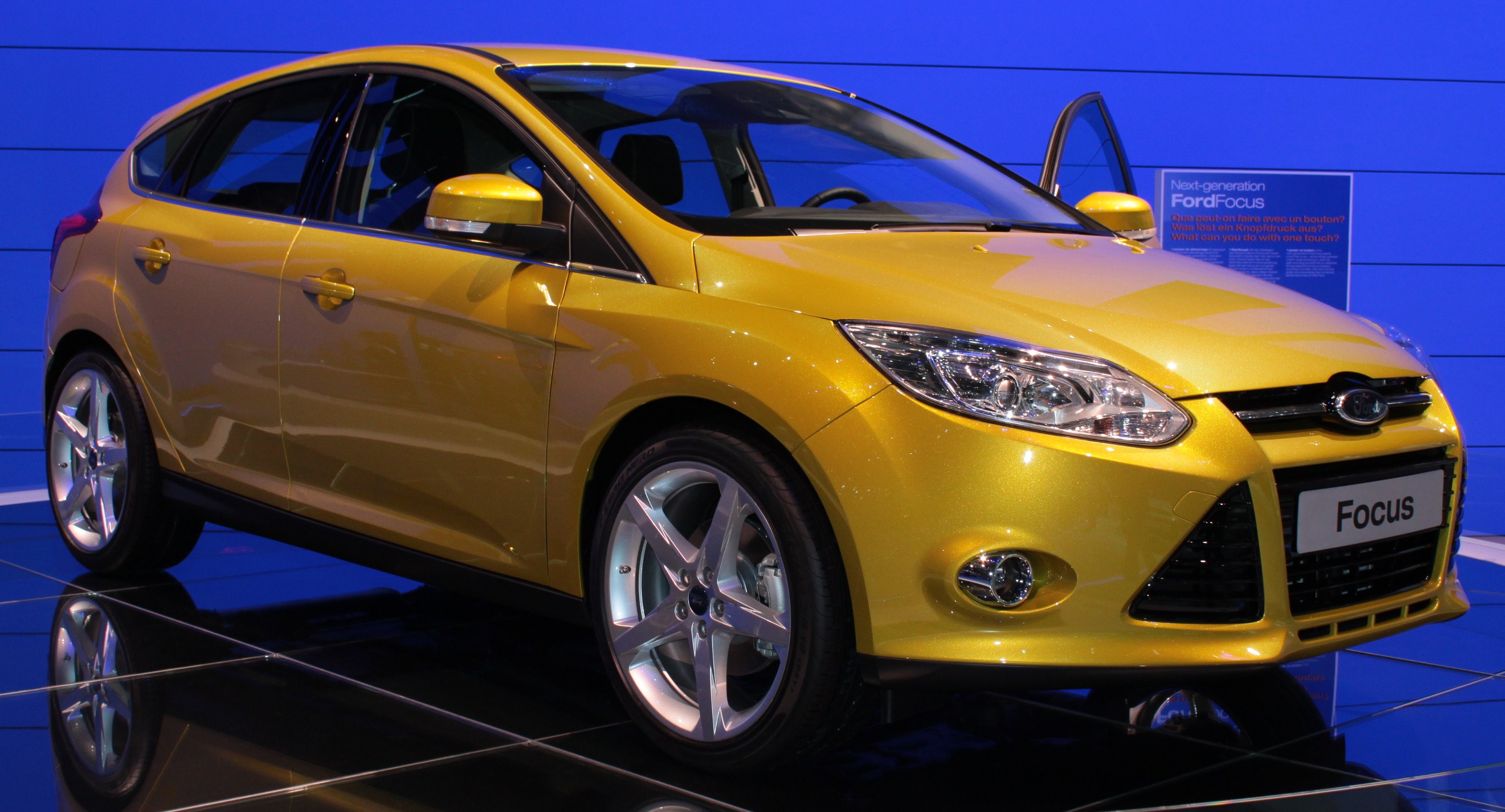
Ford Focus III (2011-2014)
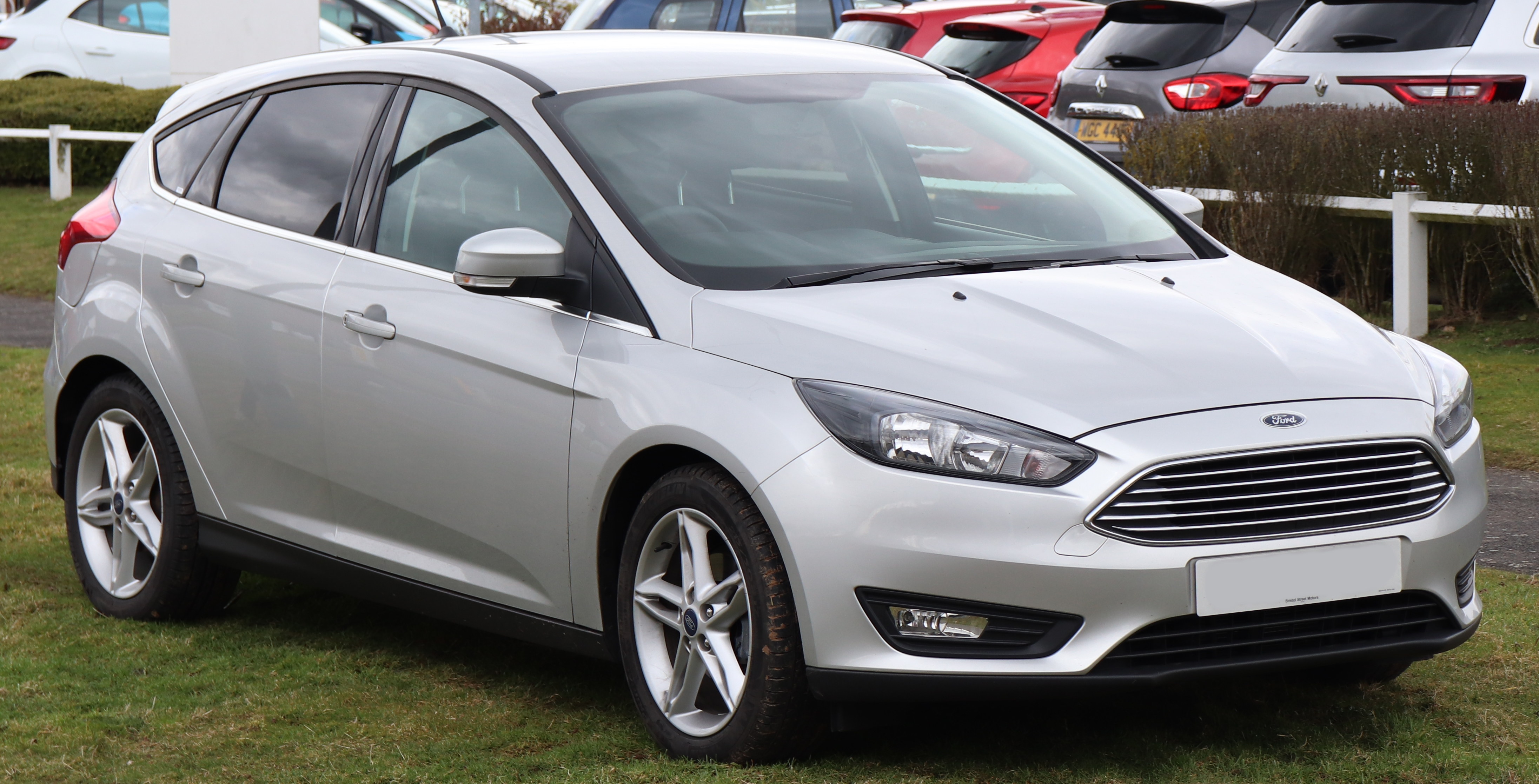
Ford Focus III facelift (2014-2018)
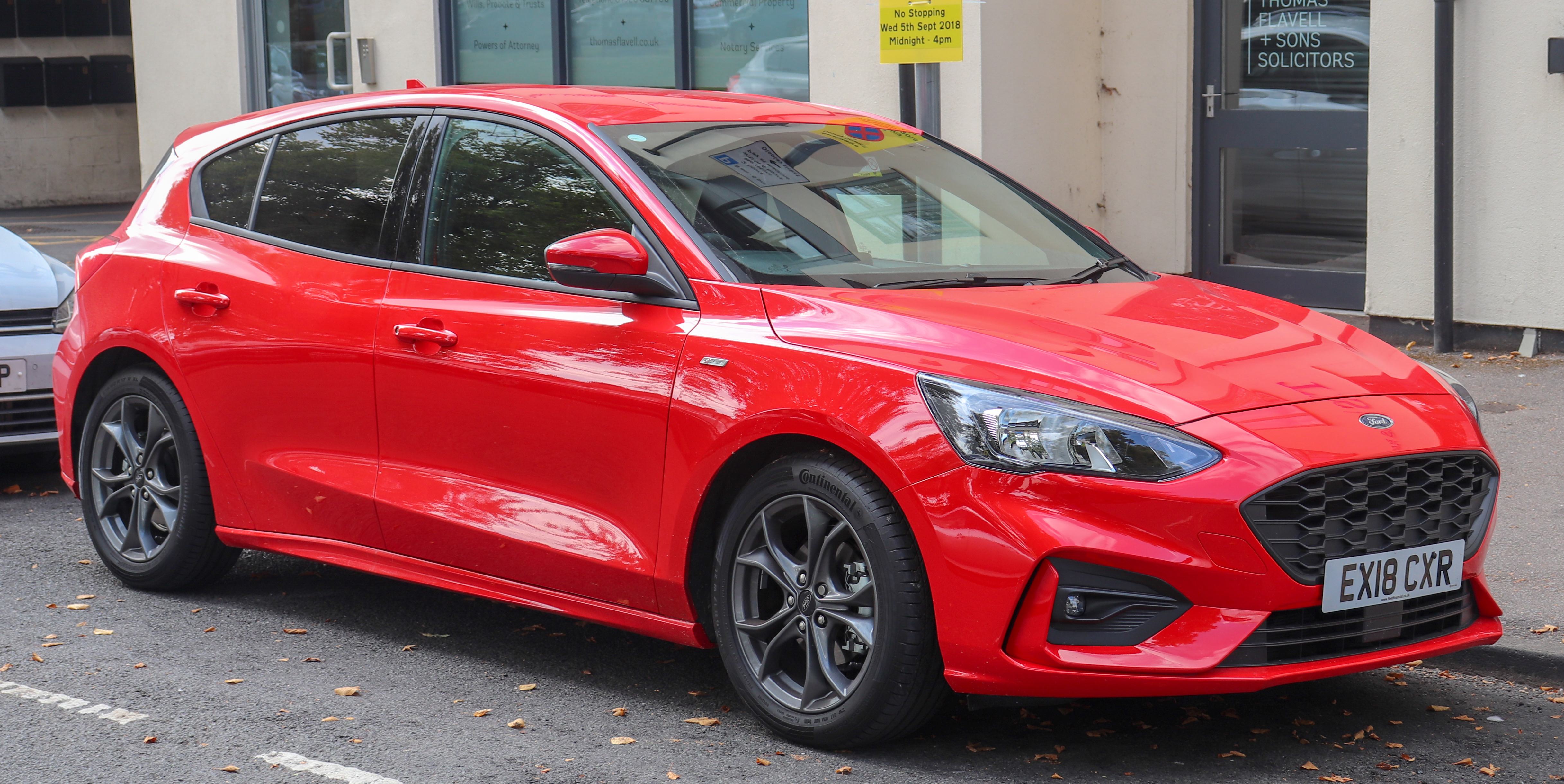
Ford Focus IV ST-line (od 2018)

## Ocenění
- 1999 V České republice je Focus „auto roku 1999“
- 2006 V České republice je Focus druhé generace „auto roku 2006“
- 2012 V České republice je Focus třetí generace „auto roku 2012“